# Magdy El Shafee

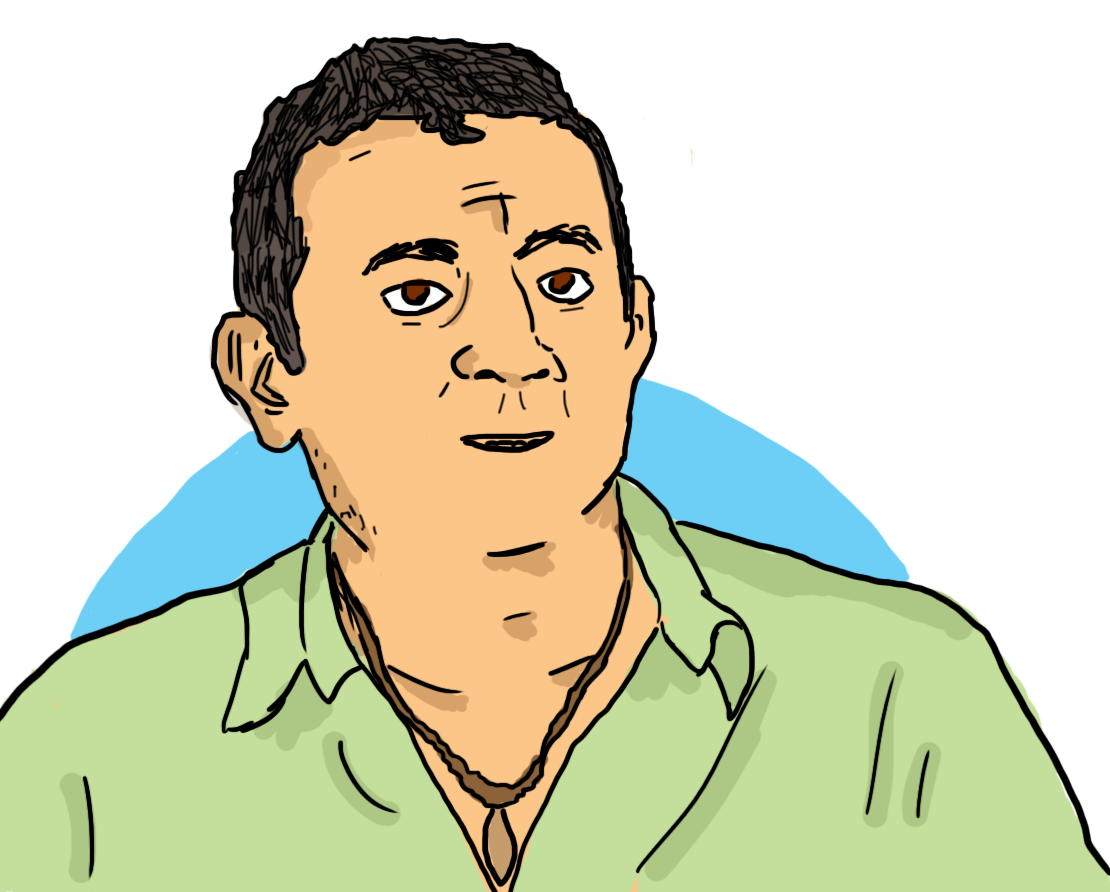
Magdy El Shafee, Disegno

(Magdy El Shafee, in un'intervsita con Marianna Massa.)
Magdy El Shafee (in arabo مجدي الشافعي‎?, Maǧdī al-Shāfiʿī; Libia, 1961) è un artista, fumettista, illustratore e farmacista egiziano. Dopo aver lavorato nei campi più disparati, ha cominciato la sua carriera di fumettista nel 2001, in occasione del Comic Workshop Egypt, tenutosi presso l'Università Americana del Cairo. Si è inserito nel filone narrativo del realismo sociale, ambientando le sue opere nei luoghi più tradizionali del Cairo e descrivendo gli aspetti della vita popolare cairota per affrontare i temi caldi dell'Egitto - politica, economia, sanità, istruzione e povertà. A tal proposito va citato Metro (2008), romanzo a fumetti che gli è costato un processo conclusosi con una condanna alla distruzione di tutte le copie e al pagamento di un'ammenda di 5.000 lire egiziane (circa 700 euro).

## L'accusa e il processo
Dopo il sequestro del suo primo romanzo a fumetti Metro, Magdy El Shafee è comparso il 4 aprile 2008 davanti al Tribunale del Cairo per rispondere dell'accusa di aver usato un linguaggio troppo spinto. Accanto a lui, sul banco degli imputati, il suo editore, Mohamed Sharqawi. Il motivo ufficiale è che la polizia morale ha trovato il linguaggio usato nel fumetto troppo spinto ma è evidente che il motivo del processo intentatogli era la critica radicale al governo e alla diffusa corruzione della politica egiziana.

## Dopo il processo
Il processo a Magdy El Shafee e al suo editore è valso una grossa risonanza in tutto il mondo arabo e anche al di là del Mediterraneo sino alla pubblicazione del suo lavoro prima in Italia (2010) - e poi in Libano (per il mondo arabo), in USA, Francia e Regno Unito, dove le traduzioni usciranno in contemporanea all'inizio del 2012.
Nel dicembre del 2010 ha presentato Metro per la prima volta in Italia, al festival Nues a Cagliari - Festival di fumetti e cartoni del mediterraneo. Successivamente, viene invitato all'Università L'Orientale di Napoli nell'ambito di un convegno internazionale dedicato a comunicazione e graphic novel.

## Medicina e scrittura in Egitto
Come ha affermato ʿAlāʾ al-Aswānī in un'intervista, "la medicina è il campo che più in assoluto ha dato moltissimi scrittori alla letteratura", così anche Magdy El Shafee, di professione farmacista, ha raccolto dalla sua professione gli stimoli per affrontare i problemi sociali e politici: "il dottore vuole capire l'essere umano per curarlo, lo scrittore per analizzarlo e per spiegarlo nei suoi libri". La stessa Ghada Abdel Aal, sempre egiziana e farmacista, ha affrontato temi sociali nel suo Che il velo sia da sposa!.

## Opere

### Romanzi a fumetti
- Metro, Malaamih, Il Cairo, 2008,  pp. 100 pp.
- Metro, traduzione di Ernesto Pagano, collana Altriarabi (n. 4), il Sirente, Fagnano Alto, 2010,  pp. 112 pp., ISBN 978-88-87847-25-3.
- Metro, The Comic Shop - Publishers, 2011,  pp. 100 pp, ISBN 978-977-6262-12-6.
- Metro, Metropolitan Books, New York, 2012,  pp. 112 pp.
- Metro Kairo Underground, Edition Moderne, 2012,  pp. 104 pp, ISBN 978-3-03731-099-1.
- Metro: A Story of Cairo, traduzione di Chip Rossetti, Henry Holt, 2012,  pp. 95 pp, ISBN 978-0-8050-9488-6.

### Strisce quotidiane
- Yasmin & Amina, 2003
- It's Mine
- Conversation
- Yasmin & Amina in Morocco

## Festival
- Nues, festival del fumetto e dei cartoni dell'area mediterranea, 3ª edizione, Cagliari, 1-8 dicembre 2010.[5]
- Festival internazionale Adriatico-Mediterraneo, 5ª edizione, Ancona, 20 agosto-4 settembre 2011: esposizione delle tavole originali.[6]